# Maraldi (kráter na Měsíci)

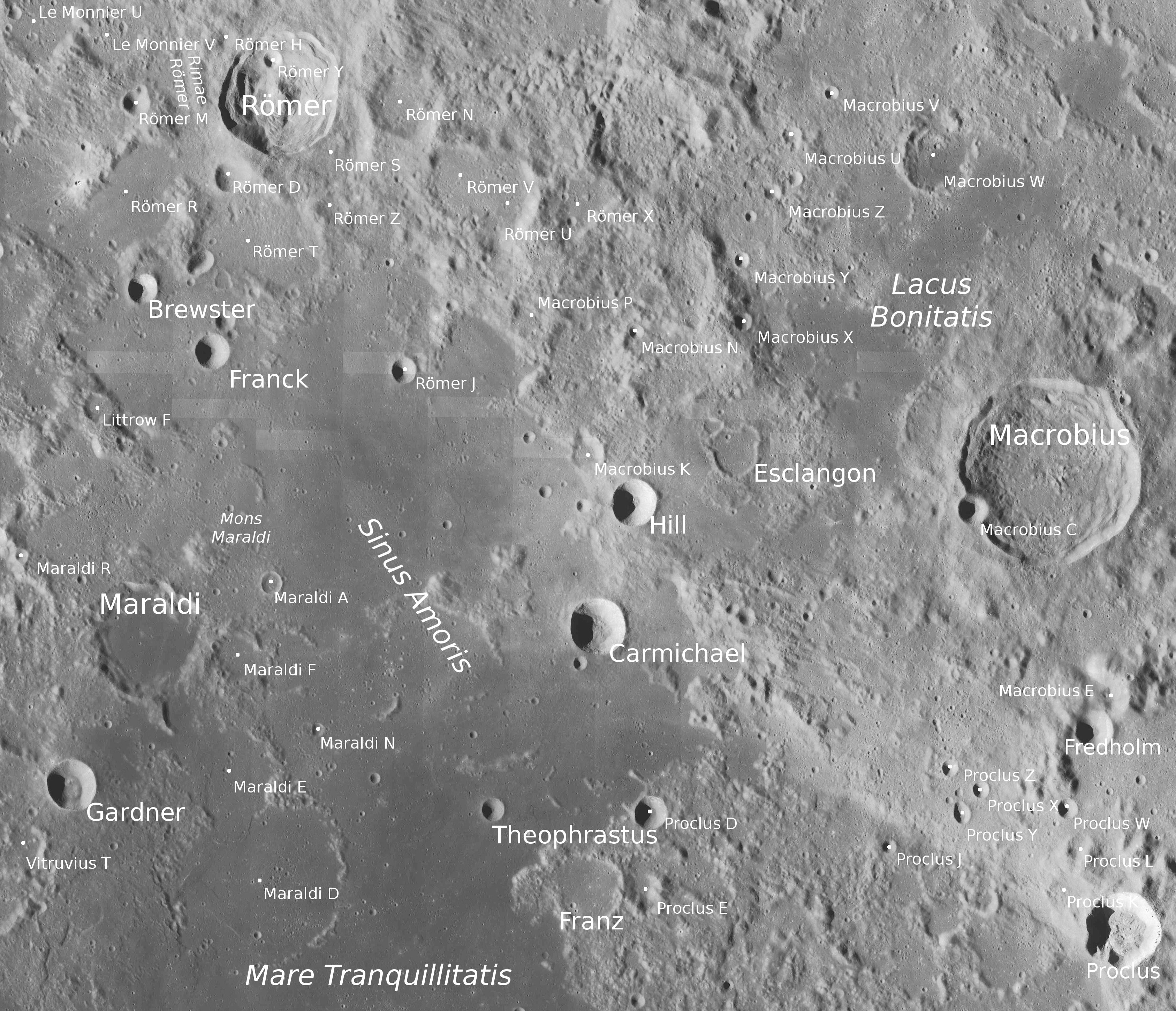
Kráter Maraldi a okolí.

Maraldi je starý lunární kráter nacházející se na západním okraji Sinus Amoris (Záliv lásky) na přivrácené straně Měsíce. Má průměr 40 km, pojmenován je podle italského astronoma Giovanni Domenico Maraldiho a francouzsko-italského matematika a astronoma Giacoma F. Maraldiho. Má velmi tmavé dno vyplněné zatuhlou lávou a značně rozrušený okrajový val.
Jihozápadně leží kráter Gardner a východně Carmichael. V blízkosti kráteru Maraldi (severovýchodně) se nachází horský masiv Mons Maraldi.

## Satelitní krátery
V okolí kráteru se nachází několik menších kráterů. Ty byly označeny podle zavedených zvyklostí jménem hlavního kráteru a velkým písmenem abecedy.
| Maraldi | Sel. šířka | Sel. délka | Průměr |
| ------- | ---------- | ---------- | ------ |
| A       | 20.0° S    | 36.3° V    | 8 km   |
| D       | 16.7° S    | 36.1° V    | 67 km  |
| E       | 17.8° S    | 35.8° V    | 31 km  |
| F       | 19.2° S    | 35.8° V    | 18 km  |
| N       | 18.4° S    | 36.8° V    | 5 km   |
| R       | 20.3° S    | 33.2° V    | 5 km   |
| W       | 13.2° S    | 36.1° V    | 4 km   |

Následující krátery byly přejmenovány Mezinárodní astronomickou unií:
- Maraldi B na Lucian.
- Maraldi M na Theophrastus.